# Sasnovy Bor (Homels voblast)
Sasnovy Bor (belarusiska: Сасновы Бор; samt ryska: Сосновый Бор: Sosnovyj Bor) är ett municipalsamhälle i Belarus. Det ligger i Homels voblast, i den centrala delen av landet, 210 kilometer sydost om huvudstaden Minsk. Sasnovy Bor ligger 136 meter över havet och antalet invånare är 2 086.

## Natur och klimat
Terrängen runt Sasnovy Bor är mycket platt. Närmaste större samhälle är Svetlahorsk, 15,8 km nordost om Sasnovy Bor.
Omgivningarna runt Sasnovy Bor är en mosaik av jordbruksmark och naturlig växtlighet. Runt Sasnovy Bor är det ganska glesbefolkat, med 39 invånare per kvadratkilometer.  Trakten ingår i den hemiboreala klimatzonen. Årsmedeltemperaturen i trakten är 5 °C. Den varmaste månaden är juli, då medeltemperaturen är 20 °C, och den kallaste är januari, med −10 °C.